# 论语集释
《论语集释》，程树德撰，是论语研究者的重要参考书。收集了清以前的重要论语注释，引用书籍达六百八十种，共一百四十万字。

## 出版
1943年由华北编译馆出版。中华书局于1990年、2013年、2018年出版。

## 评价
- 钱穆：“异说纷呈，使读者如入大海，汗漫不知所归趋。搜罗广而别择未精，转为失矣”。（《论语新解》序）
- 胡道静：“毕生精力之所在，成书于晚年，尤称完美，对祖国文化遗产整理工作，贡献之大”。[2]
- 任铭善《评程树德〈论语集释〉》认为《论语集释》体例不善、裁断不明、引征不确、辨析不精、议论不当。[1]
- 陳耀南：「晚清政昏世亂，列強交侵，為了救亡圖存，學風又改。五四新文化運動以來，儒學以至孔子都備受抨擊，至二十世紀六七十年代間乃達巔峰。出於種種動機而詆毀污衊孔子與《論語》者不少，也就是世道人心的印記。相形之下，中國艱苦抗戰期間，困守北平的程樹德（一八七八 —— 一九四四），以貧窮病癱之身，處敵偽暴虐之區，口述而賴親戚筆錄，奮鬥九年，成《論語集譯》一百四十萬言，引述六百八十餘種，翔實精備，嘉惠士林，實可謂「時窮節乃現」，不只是《論語》以至中華文化的大功臣，更真正活現了孔門之教。』（《論語》第二版 中華書局出版）